# タカノホシクサ
タカノホシクサ（高野星草、学名：Eriocaulon cauliferum Makino）は、群馬県多々良沼およびその付近に過去に自生していた単子葉植物イネ目ホシクサ科ホシクサ属の植物。現在では既に絶滅（EX）したと考えられている種である。
本種は日本国内に自生するホシクサ科では唯一の沈水性の一年草であり、草姿から生態まで非常に珍しく貴重な種であった。本種は絶滅してしまったが、押し葉標本が群馬県立自然史博物館や東京都立大学牧野標本館などに収蔵されている。

## 発見から絶滅
1910年（明治43年）に高野貞助により発見され、牧野富太郎によって命名された。その後、各地から研究者や採集者が訪れて標本目的に乱獲された上に、多々良沼への汚染水の流入や干拓に伴う推移変化により絶滅した。1956年から1962年の間に絶滅したと考えられている。
採集圧により絶滅に陥った顕著な例である。

## 特徴
タカノホシクサが属するホシクサ属は国内だけで40余の種が確認されており、そのほとんどは湿地性の陸生植物であるが、タカノホシクサはその中で唯一、完全沈水性であり糸状の葉を輪生しながら水面下まで茎を伸長させ、水面上に花茎を伸ばし開花・実生する。頭花は藍黒色だったと記録されている。
生息域が極端に狭い固有種であり、近縁な特徴を持つ種が近隣に存在しないことも加えて極めて特異な種である。
現在では、東南アジアやその他熱帯域において類似した形質を持つホシクサ属の植物が数種確認されるようになり、タカノホシクサとの系統は繋がったが、タカノホシクサはそれら新種に比べても大型になることや頭花の色の違い、そして温帯域に分布していたことなど、異なる部分が大きい。

## 保護上の位置づけ
絶滅（環境省レッドリスト）